# Torre Ejecutiva JV III
La Torre Ejecutiva JV III es un edificio y rascacielos ubicado en la Vía Atlixcáyotl 5210 en el municipio de San Andrés Cholula, en la Zona Metropolitana de Puebla. Propiedad de Julián Ventosa. Fue el edificio más alto de Puebla desde 2008 hasta 2018.

## La Forma
- Su altura es de 122.5 metros y tiene 28 pisos.

- La altura de losa a losa es de 4.30 m. en los pisos superiores.

- El área aproximada del edificio es: 27,000 m².

## Detalles importantes
- Su construcción comenzó en el 2005 y concluyó a principios del 2008.

- Su uso es para corporativos y oficinas.

- Tiene un área comercial en sus primeros 3 niveles.

- Cuenta con 2 niveles subterráneos de estacionamiento.

- Cuenta con 5 elevadores de alta velocidad, 1 elevador es exclusivo del área comercial.

- Su diseño estructural fue bajo cargas sísmicas.

- El rascacielos puede soportar un terremoto de 8.5 en la escala de Richter.

- Diseño estructural por ITISA.

- Fue el edificio más alto de Puebla.

- Su costo fue de aproximadamente 20 millones de dólares.

- El dueño de este rascacielos y desarrollador es: Grupo JV. Grupo Inmobiliario de origen Poblano.

- Los materiales que se emplearon en la construcción son: concreto armado de alta resistencia, columnas coladas en sitio, trabes y losas preforzadas con capa de compresión colada en sitio.

- Debido a la zona sísmica, el edificio está siendo equipado con altas medidas de seguridad, que incluyen 56 amortiguadores a lo largo de toda la estructura del edificio.

## Datos clave
- Altura- 122.5 metros.
- Área Total- 27,400 metros cuadrados.
- Pisos- 2 niveles subterráneo de estacionamiento y 30 pisos.
- Condición: 	En uso.
- Rango: 	
  - En México: 23.er lugar 2011: 41.er lugar
  - En Puebla: 1.er lugar, 2009: 3.er lugar